# آلماگلن
آلماگلن (به لاتین: Almagellhorn) یک کوه در سوئیس است که در کانتون وله واقع شده‌است. آلماگلن ۳٬۳۲۷ متر بالاتر از سطح دریا واقع شده‌است.